# Coatepantli

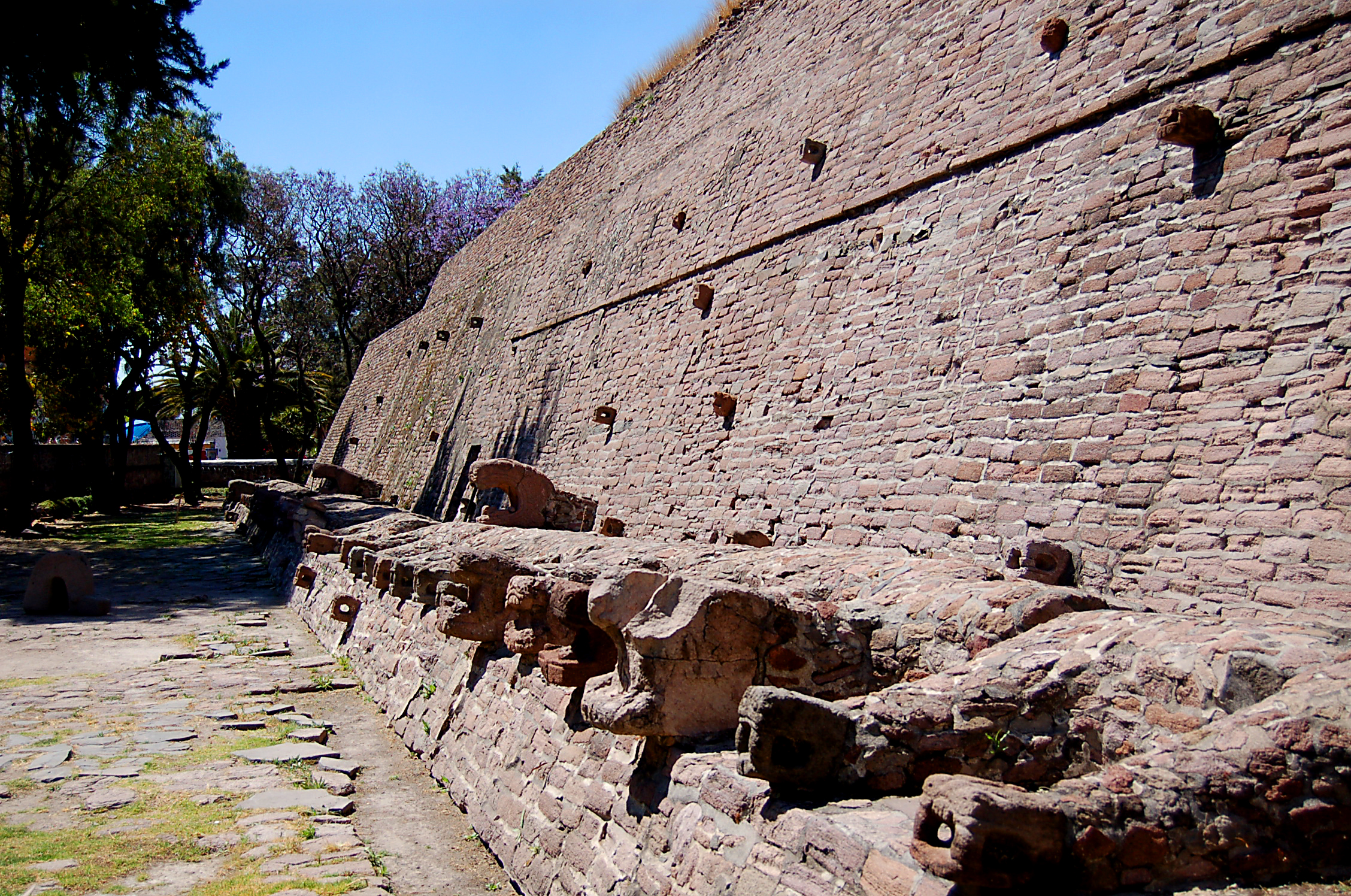
Detall del Coatepantli en la piràmide de Tenayuca.

Coatepantli, paraula náhuatl que significa "mur de serps", és un motiu arquitectònic de caràcter ornamental format amb escultures que representen serps que envoltava alguns edificis de diverses cultures mesoamericanes. Possiblement el coatepantli era una ornamentació dedicada a Quetzalcóatl, la divinitat en forma de serp emplomallada. Es troben bones mostres de coatepantli a Tollan-Xicocotitlan , Tenayuca, Temple Major i en Tlatelolco, entre altres llocs.